# Karlmarxstrasse
Karlmarxstrasse, pubblicato nel 1974, è un album del cantautore italiano Paolo Pietrangeli.

## Il disco
Pubblicato a cinque anni dal precedente, l'album contiene quindici brani scritti, testi e musiche da Pietrangeli.
Il disco è stato registrato presso la G.R.S., mentre il montaggio è avvenuto presso l'Istituto Ernesto De Martino di Milano a cura di Franco Coggiola; la copertina è disegnata da Alfredo Chiappori.

## Tracce
LATO A
1. Karlmarxstrasse - 2:23
2. Fermi in mezzo ad una strada - 1:58
3. E' finito il Sessantotto - 2:27
4. Vizi privati pubbliche virtù - 2:05
5. Lo stracchino - 2:12
6. Disimpegno disimpegno - 1:50
7. La malattia mentale - 2:27
8. Quelli che tricoloreggiano - 1:45

LATO B
1. Suicidio - 3:00
2. Donna per piacere - 1:25
3. Sdraiato sul sofà - 1:54
4. Tra baci e tra carezze - 2:15
5. Il baobab - 3:12
6. L'altra sera - 2:48
7. La Comune non morrà - 2:23

## Musicisti
- Paolo Pietrangeli: voce, chitarra
- Sergio Almangano: violino
- Alberto Ciarchi: chitarra, chitarra trattata e cori
- Giovanna Marini: chitarra, pianoforte e cori
- Athos Poletti: clarinetto e sax soprano
- Marco Ratti: contrabbasso
- Sergio Romani: trombone
- Franco Coggiola: cori
- Ivan Della Mea: cori
- Francesco Marini: cori
- Collettivo Gianni Bosio di Roma: cori